# Sainte-Marie-du-Lac-Nuisement
Sainte-Marie-du-Lac-Nuisement  là một xã thuộc tỉnh Marne trong vùng Grand Est đông nam nước Pháp. Xã này nằm ở khu vực có độ cao trung bình 136 mét trên mực nước biển.
Sông Blaise chảy qua thị trấn.